# 금명중학교
금명중학교(金明中學校)는 대한민국 부산광역시 북구 금곡동에 있는 공립 중학교이다.

## 학교 연혁
- 2001년 10월 1일 : 학교설립 개교(36학급) 조례 통과
- 2003년 3월 1일 : 초대 안기준 교장 취임
- 2003년 3월 5일 : 개교 및 제1회 입학식 (10학급 353명)
- 2006년 2월 21일 : 제1회 졸업식 (11학급 385명)
- 2014년 3월 1일 : 2014학년도 창의·인성교육 모델학교 지정
- 2016년 8월 23일 : 금명콘서트장 조성
- 2021년 2월 28일 : 공간혁신사업, 창의공작실, 화장실 현대화 사업
- 2024년 1월 10일 : 제19회 졸업식 6학급 161명(총 누계 5,494명)
- 2024년 3월 4일 : 제22회 입학식
- 2025년 3월 1일 : 제11대 신희경 교장 취임

## 참고 자료
- 금명중학교 - 한국교육학술정보원 학교알리미